# Danh sách vô địch đôi nam nữ Giải quần vợt Roland-Garros
Tới năm 1924, Giải vô địch Pháp chỉ dành cho các tay vợt có quốc tịch Pháp hoặc thành viên của một số câu lạc bộ của Pháp, nhưng từ năm 1925, giải trở thành sự kiện quốc tế
Bảng được xếp theo thứ tự: (Tay vợt nữ) & (Tay vợt nam).

## Các tay vợt vô địch

### Giải vô địch Pháp
| Năm  | Vô địch                                        | Á quân                                         | Tỉ số                                          |
| ---- | ---------------------------------------------- | ---------------------------------------------- | ---------------------------------------------- |
| 1902 | Helene Prevost Réginald Forbes †               | Adine Masson W. Masson                         |                                                |
| 1903 | Helene Prevost Réginald Forbes †               |                                                |                                                |
| 1904 | Kate Gillou Max Decugis †                      |                                                |                                                |
| 1905 | Yvonne de Pfoeffel Max Decugis †               |                                                |                                                |
| 1906 | Yvonne de Pfoeffel Max Decugis †               |                                                |                                                |
| 1907 | A. Pean Robert Wallet †                        |                                                |                                                |
| 1908 | Kate Gillou Max Decugis †                      |                                                |                                                |
| 1909 | Jeanne Matthey Max Decugis †                   |                                                |                                                |
| 1910 | M. Meny †                                      |                                                |                                                |
| 1911 | Marguerite Broquedis Andre Gobert †            | M. Meny                                        | 6–4, 6–3                                       |
| 1912 | Daisy Speranza William Laurentz†               |                                                |                                                |
| 1913 | Daisy Speranza William Laurentz †              |                                                |                                                |
| 1914 | Suzanne Lenglen Max Decugis †                  |                                                |                                                |
| 1915 | Không thi đấu do Chiến tranh thế giới thứ nhất | Không thi đấu do Chiến tranh thế giới thứ nhất | Không thi đấu do Chiến tranh thế giới thứ nhất |
| 1916 | Không thi đấu do Chiến tranh thế giới thứ nhất | Không thi đấu do Chiến tranh thế giới thứ nhất | Không thi đấu do Chiến tranh thế giới thứ nhất |
| 1917 | Không thi đấu do Chiến tranh thế giới thứ nhất | Không thi đấu do Chiến tranh thế giới thứ nhất | Không thi đấu do Chiến tranh thế giới thứ nhất |
| 1918 | Không thi đấu do Chiến tranh thế giới thứ nhất | Không thi đấu do Chiến tranh thế giới thứ nhất | Không thi đấu do Chiến tranh thế giới thứ nhất |
| 1919 | Không thi đấu do Chiến tranh thế giới thứ nhất | Không thi đấu do Chiến tranh thế giới thứ nhất | Không thi đấu do Chiến tranh thế giới thứ nhất |
| 1920 | Suzanne Lenglen Max Decugis †                  | Marie Conquet Marcel Dupont                    | 6–0, 6–3                                       |
| 1921 | Suzanne Lenglen Jacques Brugnon †              | Marguerite Billout Max Decugis                 | 6–4, 6–1                                       |
| 1922 | Suzanne Lenglen Jacques Brugnon †              | Germaine Golding Jean Borotra                  | 6–0, 6–0                                       |
| 1923 | Suzanne Lenglen Jacques Brugnon †              | Yvonne Bourgeois Henri Cochet                  | 6–1, 7–5                                       |
| 1924 | Marguerite Broquedis Jean Borotra †            |                                                |                                                |
| 1925 | Suzanne Lenglen Jacques Brugnon                | Didi Vlasto Henri Cochet                       | 6–2, 6–2                                       |
| 1926 | Suzanne Lenglen Jacques Brugnon                | Nanette le Besnerais Jean Borotra              | 6–4, 6–3                                       |
| 1927 | Marguerite Broquedis Bordes Jean Borotra       | Lili de Alvarez Bill Tilden                    | 6–4, 2–6, 6–2                                  |
| 1928 | Eileen Bennett Whittingstall Henri Cochet      | Helen Wills Moody Frank Hunter                 | 3–6, 6–3, 6–3                                  |
| 1929 | Eileen Bennett Whittingstall Henri Cochet      | Helen Wills Moody Frank Hunter                 | 6–3, 6–2                                       |
| 1930 | Cilly Aussem Bill Tilden                       | Eileen Bennett Whittingstall Henri Cochet      | 6–4, 6–4                                       |
| 1931 | Betty Nuthall Shoemaker Pat Spence             | Dorothy Shepherd Barron Bunny Austin           | 6–3, 5–7, 6–3                                  |
| 1932 | Betty Nuthall Shoemaker Fred Perry             | Helen Wills Moody Sidney Wood                  | 6–4, 6–2                                       |
| 1933 | Margaret Scriven-Vivian Jack Crawford          | Betty Nuthall Shoemaker Fred Perry             | 6–2, 6–3                                       |
| 1934 | Colette Rosambert Jean Borotra                 | Elizabeth Ryan Adrian Quist                    | 6–2, 6–4                                       |
| 1935 | Lolette Payot Marcel Bernard                   | Sylvie Jung Henrotin Martin Legeay             | 4–6, 6–2, 6–4                                  |
| 1936 | Billie Yorke Marcel Bernard                    | Sylvie Jung Henrotin Martin Legeay             | 7–5, 6–8, 6–3                                  |
| 1937 | Simonne Mathieu Yvon Petra                     | Marie-Louise Horn Roland Journu                | 7–5, 7–5                                       |
| 1938 | Simonne Mathieu Dragutin Mitić                 | Nancye Wynne Bolton Christian Boussus          | 2–6, 6–3, 6–4                                  |
| 1939 | Sarah Palfrey Fabyan Elwood Cooke              | Simonne Mathieu Franjo Kukuljević              | 4–6, 6–1, 7–5                                  |
| 1940 | Không thi đấu do Chiến tranh thế giới thứ hai  | Không thi đấu do Chiến tranh thế giới thứ hai  | Không thi đấu do Chiến tranh thế giới thứ hai  |
| 1941 | Alice Weiwers Robert Abdesselam ††             | S. Pannetier Roger Dessoir                     |                                                |
| 1942 | N. Lafargue †† H. Pellizza                     |                                                |                                                |
| 1943 | N. Lafargue †† H. Pellizza                     |                                                |                                                |
| 1944 | S. Pannetier †† A. Gentien                     |                                                |                                                |
| 1945 | Lolette Payot A. Jacquemet ††                  |                                                |                                                |
| 1946 | Pauline Betz Addie Budge Patty                 | Dorothy Bundy Cheney Tom Brown                 | 7–5, 9–7                                       |
| 1947 | Sheila Piercey Summers Eric Sturgess           | Jadwiga Jędrzejowska Christian Caralulis       | 6–0, 6–0                                       |
| 1948 | Patricia Canning Todd Jaroslav Drobný          | Doris Hart Frank Sedgman                       | 6–3, 3–6, 6–3                                  |
| 1949 | Sheila Piercey Summers Eric Sturgess           | Jean Quertier Gerry Oakley                     | 6–1, 6–1                                       |
| 1950 | Barbara Scofield Davidson Enrique Morea        | Patricia Canning Todd Bill Talbert             | walkover                                       |
| 1951 | Doris Hart Frank Sedgman                       | Thelma Coyne Long Mervyn Rose                  | 7–5, 6–2                                       |
| 1952 | Doris Hart Frank Sedgman                       | Shirley Fry Irvin Eric Sturgess                | 6–8, 6–3, 6–3                                  |
| 1953 | Doris Hart Vic Seixas                          | Maureen Connolly Mervyn Rose                   | 4–6, 6–4, 6–0                                  |
| 1954 | Maureen Connolly Lew Hoad                      | Jacqueline Patorni Rex Hartwig                 | 6–4, 6–3                                       |
| 1955 | Darlene Hard Gordon Forbes                     | Jenny Staley Hoad Luis Ayala                   | 5–7, 6–1, 6–2                                  |
| 1956 | Thelma Coyne Long Luis Ayala                   | Doris Hart Bob Howe                            | 4–6, 6–4, 6–1                                  |
| 1957 | Věra Suková Jiří Javorský                      | Edda Buding Luis Ayala                         | 6–3, 6–4                                       |
| 1958 | Shirley Bloomer Brasher Nicola Pietrangeli     | Lorraine Coghlan Robinson Bob Howe             | 8–6, 6–2                                       |
| 1959 | Yola Ramírez Ochoa William Knight              | Renée Schuurman Haygarth Rod Laver             | 6–4, 6–4                                       |
| 1960 | Maria Bueno Bob Howe                           | Ann Haydon-Jones Roy Emerson                   | 1–6, 6–1, 6–2                                  |
| 1961 | Darlene Hard Rod Laver                         | Věra Suková Jiří Javorský                      | 6–0, 2–6, 6–3                                  |
| 1962 | Renée Schuurman Haygarth Bob Howe              | Lesley Turner Bowrey Fred Stolle               | 3–6, 6–4, 6–4                                  |
| 1963 | Margaret Court Ken Fletcher                    | Lesley Turner Bowrey Fred Stolle               | 6–1, 6–2                                       |
| 1964 | Margaret Court Ken Fletcher                    | Lesley Turner Bowrey Fred Stolle               | 6–3, 4–6, 8–6                                  |
| 1965 | Margaret Court Ken Fletcher                    | Maria Bueno John Newcombe                      | 6–4, 6–4                                       |
| 1966 | Annette Van Zyl Frew McMillan                  | Ann Haydon-Jones Clark Graebner                | 1–6, 6–3, 6–2                                  |
| 1967 | Billie Jean King Owen Davidson                 | Ann Haydon-Jones Ion Ţiriac                    | 6–3, 6–1                                       |

### Pháp Mở rộng
| Năm  | Vô địch                                  | Á quân                                     | Tỉ số                 |
| ---- | ---------------------------------------- | ------------------------------------------ | --------------------- |
| 1968 | Françoise Dürr Jean-Claude Barclay       | Billie Jean King Owen Davidson             | 6–1, 6–4              |
| 1969 | Margaret Court Marty Riessen             | Françoise Dürr Jean-Claude Barclay         | 6–3, 6–2              |
| 1970 | Billie Jean King Bob Hewitt              | Françoise Dürr Jean-Claude Barclay         | 3–6, 6–4, 6–2         |
| 1971 | Françoise Dürr Jean-Claude Barclay       | Winnie Shaw Toomas Leius                   | 6–2, 6–4              |
| 1972 | Evonne Goolagong Cawley Kim Warwick      | Françoise Dürr Jean-Claude Barclay         | 6–2, 6–4              |
| 1973 | Françoise Dürr Jean-Claude Barclay       | Betty Stöve Patrice Dominguez              | 6–1, 6–4              |
| 1974 | Martina Navratilova Iván Molina          | Rosie Reyes Darmon Marcelo Lara            | 6–3, 6–3              |
| 1975 | Fiorella Bonicelli Thomas Koch           | Pam Teeguarden Jaime Fillol                | 6–4, 7–6              |
| 1976 | Ilana Kloss Kim Warwick                  | Linky Boshoff Colin Dowdeswell             | 5–7, 7–6, 6–2         |
| 1977 | Mary Carillo John McEnroe                | Florența Mihai Iván Molina                 | 7–6, 6–3              |
| 1978 | Renáta Tomanová Pavel Složil             | Virginia Ruzici Patrice Dominguez          | 7–6, retired          |
| 1979 | Wendy Turnbull Bob Hewitt                | Virginia Ruzici Ion Ţiriac                 | 6–3, 2–6, 6–3         |
| 1980 | Anne Smith Billy Martin                  | Renáta Tomanová Stanislav Birner           | 2–6, 6–4, 8–6         |
| 1981 | Andrea Jaeger Jimmy Arias                | Betty Stöve Fred McNair                    | 7–6, 6–4              |
| 1982 | Wendy Turnbull John Lloyd                | Cláudia Monteiro Cássio Motta              | 6–2, 7–6              |
| 1983 | Barbara Jordan Eliot Teltscher           | Leslie Allen Charles Strode                | 6–2, 6–3              |
| 1984 | Anne Smith Dick Stockton                 | Anne Minter Laurie Warder                  | 6–2, 6–4              |
| 1985 | Martina Navratilova Heinz Günthardt      | Paula Smith Francisco González             | 2–6, 6–3, 6–2         |
| 1986 | Kathy Jordan Ken Flach                   | Rosalyn Fairbank Nideffer Mark Edmondson   | 3–6, 7–6(7–3), 6–3    |
| 1987 | Pam Shriver Emilio Sánchez Vicario       | Lori McNeil Sherwood Stewart               | 6–3, 7–6(7–4)         |
| 1988 | Lori McNeil Jorge Lozano                 | Brenda Schultz-McCarthy Michiel Schapers   | 7–5, 6–2              |
| 1989 | Manon Bollegraf Tom Nijssen              | Arantxa Sánchez Vicario Horacio de la Peña | 6–3, 6–7(3–7), 6–2    |
| 1990 | Arantxa Sánchez Vicario Jorge Lozano     | Nicole Provis Danie Visser                 | 7–6(7–5), 7–6(10–8)   |
| 1991 | Helena Suková Cyril Suk                  | Caroline Vis Paul Haarhuis                 | 3–6, 6–4, 6–1         |
| 1992 | Arantxa Sánchez Vicario Todd Woodbridge  | Lori McNeil Bryan Shelton                  | 6–2, 6–3              |
| 1993 | Eugenia Maniokova Andrei Olhovskiy       | Elna Reinach Danie Visser                  | 6–2, 4–6, 6–4         |
| 1994 | Kristie Boogert Menno Oosting            | Larisa Savchenko Neiland Andrei Olhovskiy  | 7–5, 3–6, 7–5         |
| 1995 | Larisa Savchenko Neiland Todd Woodbridge | Jill Hetherington John-Laffnie de Jager    | 7–6(10–8), 7–6(7–4)   |
| 1996 | Patricia Tarabini Javier Frana           | Nicole Arendt Luke Jensen                  | 6–2, 6–2              |
| 1997 | Hiraki Rika Mahesh Bhupathi              | Lisa Raymond Patrick Galbraith             | 6–4, 6–1              |
| 1998 | Venus Williams Justin Gimelstob          | Serena Williams Luis Lobo                  | 6–4, 6–4              |
| 1999 | Katarina Srebotnik Piet Norval           | Larisa Savchenko Neiland Rick Leach        | 6–3, 3–6, 6–3         |
| 2000 | Mariaan de Swardt David Adams            | Rennae Stubbs Todd Woodbridge              | 6–3, 3–6, 6–3         |
| 2001 | Virginia Ruano Pascual Tomás Carbonell   | Paola Suárez Jaime Oncins                  | 7–5, 6–3              |
| 2002 | Cara Black Wayne Black                   | Elena Bovina Mark Knowles                  | 6–3, 6–3              |
| 2003 | Lisa Raymond Mike Bryan                  | Elena Likhovtseva Mahesh Bhupathi          | 6–3, 6–4              |
| 2004 | Tatiana Golovin Richard Gasquet          | Cara Black Wayne Black                     | 6–3, 6–4              |
| 2005 | Daniela Hantuchová Fabrice Santoro       | Martina Navratilova Leander Paes           | 3–6, 6–3, 6–2         |
| 2006 | Katarina Srebotnik Nenad Zimonjić        | Elena Likhovtseva Daniel Nestor            | 6–3, 6–4              |
| 2007 | Nathalie Dechy Andy Ram                  | Katarina Srebotnik Nenad Zimonjić          | 7–5, 6–3              |
| 2008 | Victoria Azarenka Bob Bryan              | Katarina Srebotnik Nenad Zimonjić          | 6–2, 7–6(7–4)         |
| 2009 | Liezel Huber Bob Bryan                   | Vania King Marcelo Melo                    | 5–7, 7–6(7–5), [10–7] |
| 2010 | Katarina Srebotnik Nenad Zimonjić        | Yaroslava Shvedova Julian Knowle           | 4–6, 7–6(7–5), [11–9] |
| 2011 | Casey Dellacqua Scott Lipsky             | Katarina Srebotnik Nenad Zimonjić          | 7–6(8–6), 4–6, [10–7] |
| 2012 | Sania Mirza Mahesh Bhupathi              | Klaudia Jans-Ignacik Santiago González     | 7–6(7–3), 6–1         |
| 2013 | Lucie Hradecká František Čermák          | Kristina Mladenovic Daniel Nestor          | 1–6, 6–4, [10–6]      |
| 2014 | Anna-Lena Grönefeld Jean-Julien Rojer    | Julia Görges Nenad Zimonjić                | 4–6, 6–2, [10–7]      |
| 2015 | Bethanie Mattek-Sands Mike Bryan         | Lucie Hradecká Marcin Matkowski            | 7–6(7–3), 6–1         |
| 2016 | Martina Hingis Leander Paes              | Sania Mirza Ivan Dodig                     | 4–6, 6–4, [10–8]      |
| 2017 | Gabriela Dabrowski Rohan Bopanna         | Anna-Lena Grönefeld Robert Farah           | 2–6, 6–2, [12–10]     |
| 2018 | Latisha Chan Ivan Dodig                  | Gabriela Dabrowski Mate Pavić              | 6–1, 6–7(5–7), [10–8] |
| 2019 | Latisha Chan (2) Ivan Dodig (2)          | Gabriela Dabrowski Mate Pavić              | 6–1, 7–6(7–5)         |
| 2020 |                                          |                                            |                       |

| Giải thông thường                                                                                |
| † Giải chỉ dành cho các thành viên câu lạc bộ người Pháp, còn gọi là Giải vô địch quốc gia Pháp; |
| †† Không được giải công nhận là nhà vô địch. Xem Tournoi de France                               |